# Благодатное (Первомайский район)
Благода́тное (укр. Благодатне) — село в Арбузинском районе Николаевской области Украины. Расположено на реке Корабельной (приток Южного Буга). 
Основано в 1802 году. Население по переписи 2001 года составляло 1746 человек. Почтовый индекс — 55325. Телефонный код — 5132. Занимает площадь 7,27 км².
Ранее село было районным центром.
Поблизости расположены: Булацелово (4 км), Остаповка (9 км), Зеленая Поляна (9 км), Виноградный Яр (10 км), Любоивановка (12 км), Воеводское (13 км), Семёновка (13 км), Садовое (14 км), Ивановка (14 км), Новомихайловка (15 км), Софиевка (16 км), Львов (16 км), Ивановка (18 км), Шевченко (18 км), Панкратово (21 км).
В селе родился Герой Советского Союза Степан Орёл.

## Местный совет
55325, Николаевская обл., Арбузинский р-н, с. Благодатное, ул. Юбилейная, 20; тел. 9-38-90.

## Памятники
- Мемориальная доска, посвященная погибшему воину-афганцу Дяченко Василию Иоанновичу[3]